# Kino-Teatr X
Kino-Teatr X – instytucja kulturalna, która powstała pod patronatem Zrzeszenia Studentów Polskich na Politechnice Śląskiej w Gliwicach, działająca w latach 1958–2009 w budynku, który znajduje się w Gliwicach przy ul. ks. Marcina Strzody 10.

## Nazwa
- Kino-Teatr X (1958-1980)
- Ośrodek Kino-Teatr X i Teatr STG (1980-2000)
- Kino-Teatr X Spółka z o.o. (2001-2009)

## Kierownicy
Kino-Teatr X miał dwóch dyrektorów:
- Aleksander Ligęza (1958-1971)
- Jerzy Malitowski (1971-2009) z zastępcami (w różnych okresach): Janina Piętka i Jacek Guszczyński

## Budynek
Budynek, w którym działał Kino-Teatr X, jest jednym z najstarszych budynków hotelowych, jaki się zachował w Gliwicach. Powstał on około 1890 roku. Pierwotnie była to zajezdna gospoda z miejscami noclegowymi i dużą stajnią. Niedaleko znajdował się targ koński, dlatego też obok wybudowano stajnie dla ok. 70 koni. W 1893 r. nowy właściciel, Carl Trzaskalik, uruchomił tu kantynę oraz wyszynk, funkcjonujący w dni targowe.
W 1900 roku ponownie zmienił się właściciel nieruchomości, również zmienił się charakter miejsca. Gospoda z noclegownią uległa przebudowie: powstała sala widowiskowa, restauracyjna oraz galeria. Powstały teatr przyjął nazwę „Goldgrubes Varietes”. W 1906 roku został założony letni ogródek restauracyjny a gospodzie zmieniono nazwę na „Bürgerliche Gasthaus” –  „Gospoda Mieszczańska”. W 1914 roku budynek został odnowiony za sprawą nowej właścicielki. Obiekt po raz kolejny uzyskał nową nazwę – „Vier Jahreszeiten”. Pokoje hotelowe otrzymały luksusowe i nowoczesne wyposażenie, a w obiekcie odbywały się turnieje tańca, bale i koncerty.
W 1926 roku obiekt przestał być używany jako hotel. Po zakończeniu II wojny światowej, budynek w nienaruszonym stanie został przekazany Politechnice Śląskiej.

## Historia

### Kino-Teatr
Kino-Teatr X powstał w 1958 roku w budynku Studenckiego Domu Kultury (SDK) według projektu architektonicznego profesora Tadeusza Teodorowicza-Todorowskiego.
W chwili powstania Kino-Teatr X mieścił salę kinową na 400 miejsc z kinem I kategorii 35 mm oraz sceną teatralną, niewielkim zapleczem technicznym i garderobami. Od początku był jednostką zawodową zatrudniającą etatowych pracowników. Wprowadzona do nazwy niewiadoma X, zaowocowała powstaniem Dyskusyjnego Klubu Filmowego  „Iksik” i teatrzyku  „dx”, który za rok przekształcił się pod kierownictwem artystycznym Jerzego Jarockiego w Studencki Teatr Gliwice – STG. Scena Kino-Teatru X umożliwiła prezentację inicjatyw teatralnych, jazzowych i estradowych gliwickiego i ogólnopolskiego studenckiego ruchu kulturalnego, między innymi teatrów: STS, Kalambur, Pstrąg, Cytryna, Sigma, Gest, Pantomima Szczecińska, Teatr 38, Cyrk Rodziny Affanasjew, Stodoła, Gong 2 oraz twórczości zapraszanych do X-a lub w nim pracujących gliwickich grup artystycznych: Kwartetu Nowoczesnego Jana Kwaśnickiego, zespołu jazzu tradycyjnego High Society Band, Studenckiego Teatru Gliwice – STG (Teatr STG), Studenckiego Teatru Poezji STEP oraz Akademickiego Chóru Politechniki Śląskiej. 8 grudnia 1862 r. na scenie Kino-Teatru X miała miejsce premiera, przygotowanej przez Teatr STEP sztuki Tadeusza Różewicza pt. "Świadkowie albo Nasza Mała Stabilizacja" w reżyserii Jana Klemensa, w której swym talentem zwrócił na siebie uwagę Wojciech Pszoniak.
Kino-Teatr X oprócz codziennej dwuzmianowej działalności kinowej dla dorosłych i dzieci, dniami studyjnymi, nocnymi maratonami filmowymi i dniami DKF-u gościł imprezy organizowane przez agendy Rady Uczelnianej ZSP Politechniki Śląskiej, między innymi: Igry Żaków Gliwickich, Studenckie Wiosny Kulturalne, koncerty muzyki poważnej klubu Pro-Musica, Ogólnopolski Przegląd Teatrów Studenckich i Kabaretów, Ogólnopolski Przegląd Chórów Studenckich, Ogólnopolski Przegląd Zespołów i Wokalistów Studenckich o nagrodę Gliwickiego X-a, Przegląd Teatrów Studenckich o nagrodę Gliwickiego X-a oraz Turnieje Wydziałów i Turnieje Jednej Cegły.
Do Kino-Teatru X zapraszane były liczne teatry zawodowe z Katowic, Zabrza, Będzina, Sosnowca, Bielska-Białej, Krakowa, Opola, Częstochowy i Wrocławia, kabarety takie jak: Piwnica pod Baranami, Pod Egidą, Elita, 60 minut na godzinę, OT.TO, Potem i wielu artystów ze studenckim rodowodem między innymi: Wojciech Młynarski, Jan Pietrzak, Jonasz Kofta, Jan Kaczmarek i Marek Grechuta. Tradycyjna była współpraca z Estradą Śląska i Śląskim Jazz Clubem owocująca przez wiele lat koncertami wybitnych aktorów, piosenkarzy, polskich i zagranicznych jazzmanów oraz przeglądem twórczości zespołów krajowego big-beatu, między innymi: TSA, Perfect, Republika, Dżem.
W 1980 roku na bazie Kino-Teatru X i zagospodarowanych w SDK przez Teatr STG na scenę prób pomieszczeń biurowych powołany został do życia Ośrodek Kino-Teatr X – Teatr STG, który działał do 2000 roku prowadząc również działalność impresaryjną zarówno estradowa, jak i filmową w postaci repertuarowego przedstawicielstwa na terenie Śląska firmy ITI Cinema.
W 1985 roku Ośrodek Kino-Teatr X – Teatr STG doprowadził za zgodą Rektorów profesora Antoniego Niederlińskiego (Politechnika Śląska) i profesora Henryka Kluby (PWSFTViT w Łodzi) do powołania Akademii Filmowej, w ramach której w latach 1985–1994 wyprodukowano 39 tematów, których pokazy w ramach technik filmowych (tradycyjnej i wideo) systematycznie prezentowano na dużym ekranie Kino-Teatru X. Inicjatywa ta wzbudziła bardzo duże zainteresowanie środowiska akademickiego i młodzieży szkół średnich. Wybrane tematy Akademii Filmowej były prezentowane na Festiwalu Artystycznym Młodzieży Akademickiej FAMA w Świnoujściu oraz w Klubie Rotunda w Krakowie.
W 1994 roku Kino-Teatr X pierwszy na Śląsku uruchomił aparaturę filmową w systemie Dolby SR.
W 2001 roku Ośrodek Kino-Teatr X – Teatr STG został przekształcony w Kino-Teatr X Spółka z o.o. oraz został objęty kapitałowym i merytorycznym patronatem przez Stowarzyszenie STG powstałe przy Politechnice Śląskiej.
Do kwietnia 2009 roku sala kinowa z holami, dużą sceną i scena prób STG gościły wiele inicjatyw Politechniki Śląskiej, Samorządu Studenckiego oraz miejskich i niezależnych grup artystycznych, między innymi: Noc Naukowców, Dni Dziedzictwa Kulturowego, festiwal filmowy Drzwi grupy Wrota, koncerty towarzystwa Fuga, imprezy dla dzieci pracowników Politechniki Śląskiej, warsztaty Bliżej Polski, przedstawienia Teatru A, festiwal teatralny X-off, finały Złotej Kredy, próby i premiery Teatru Nowej Sztuki, próby i premiery Akademickiego Teatru Remont, spotkania filmowe MAF, pokazy Studia Tańca Iskra i wielu innych.
W dniu 17 kwietnia 2009 roku Rektor Politechniki Śląskiej wyłączył z używalności budynek Kino-Teatru X. Na wejściu do obiektu i na stronach internetowych zamieszczono anons: Stowarzyszenie STG i Kino-Teatr X dziękuje wszystkim osobom, zespołom i organizacjom, które ponad 50 lat wspomagały nas swoją twórczą obecnością, życzliwością i wsparciem finansowym – ŻEGNAMY WIDZÓW – w tym dawnym kultowym obiekcie już się nie spotkamy.

### Budynek
W roku 2009 budynek kinoteatru został wyłączony z użytkowania ze względu na bardzo zły stan techniczny. W latach 2010–2011 przeprowadzono jego remont wraz z adaptacją na Wydział Architektury Politechniki Śląskiej, dla otwieranego wówczas kierunku Architektura Wnętrz. Autorami projektu byli Jerzy Witeczek, Joanna Mazgaj-Klimanek, Szymon Opania, Alicja Szargut-Łoaza, Sebastian Mazgaj, Tomasz Siekanowicz, Piotr Zawodny i Mirosław Kasza. W 2012 roku adaptacja kinoteatru zdobyła 10. miejsce w konkursie na Najlepszą Przestrzeń Publiczną województwa śląskiego.